# Maciej Radziejewski (matematyk)
Maciej Radziejewski (ur. w 1974 w Poznaniu) – polski matematyk, doktor habilitowany nauk matematycznych. Specjalizuje się w teorii liczb. Adiunkt na Wydziale Matematyki i Informatyki Uniwersytetu im. Adama Mickiewicza w Poznaniu.

## Życiorys
Studia z matematyki ukończył na poznańskim UAM w 1997. Doktoryzował się w 2002 pracą pt. Wybrane zagadnienia teorii funkcji L wraz z zastosowaniami (promotorem pracy był prof. Jerzy Kaczorowski). Habilitował się w 2014 roku rozprawą pt. Oscylacje funkcji arytmetycznych związanych z niektórymi własnościami faktoryzacyjnymi elementów półgrup arytmetycznych. Pracuje jako adiunkt w Zakładzie Algebry i Teorii Liczb Wydziału Matematyki i Informatyki UAM. Należy do Polskiego Towarzystwa Matematycznego. Wcześniej pracował także w poznańskim Zakładzie Badań Środowiska Rolniczego i Leśnego PAN, współpracując z prof. Zbigniewem Kundzewiczem. W pracy badawczej zajmuje się takimi zagadnieniami jak: ilościowa teoria faktoryzacji, oscylacje funkcji arytmetycznych, niezależność funkcji w klasie Selberga oraz zastosowania matematyki w hydrologii.
Swoje prace publikował m.in. w "Monatshefte für Mathematik", "Acta Arithmetica", "Colloquium Mathematicum", "Transactions of the American Mathematical Society", "Journal of Hydrology", "Natural Hazards" i "Hydrological Sciences Journal".